# Терминатор (книги)
Ниже представлен список литературных произведений, являющихся частью легендарной фантастической франшизы Терминатор, основанной Джеймсом Камероном при выходе первого фильма в 1984 году.

## Новелизации
Каждый фильм серии (за исключением последних частей) был удостоен романа-новелизации, а по первому фильму существует целых две версии
- Терминатор (The Terminator). Автор — Шон Хатсон (англ. Shaun Hutson), 1984
- Терминатор (The Terminator). Авторы — Рэндалл Фрейкс и Уильям Вишер (англ. Randall Frakes, англ. William Wisher, Jr.), 1985
- Терминатор 2: Судный день (Terminator 2: Judgment Day). Автор — Рэндалл Фрейкс (англ. Randall Frakes), 1991
- Терминатор 3: Восстание машин (Terminator 3: Rise of the Machines). Автор — Дэвид Хэгберг (англ. David Hagberg), 2003
- Терминатор: Да придёт спаситель (Terminator Salvation). Автор — Алан Дин Фостер (англ. Alan Dean Foster), 2009

## Продолжения
Все серии романов по мотивам второго и третьего фильма являются отдельными и событийно не связаны друг с другом, в то время, как цикл романов о четвёртом фильме написан разными авторами, но является единым целым в рамках проекта.

### Терминатор 2: Судный день
Трилогия Терминатор 2 (англ. Terminator 2), написанная С. М. Стирлингом (англ. S.M. Stirling):
1. Инфильтратор (англ. T2: Infiltrator) — 2002 год. После событий второго фильма, Сара и Джон летят в Парагвай, чтобы скрыться от преследования. Однажды Сара знакомится с мужчиной — бывшим спецагентом по имени Дайтер, который и стал прототипом внешнего вида Терминатора. Дайтер рассказывает Саре, что Кибердайн вновь начал свою работу. Тогда Сара, Джон и их новый помощник в борьбе за будущее людей решают закончить начатое дело, но на их пути становится опасный враг — Терминатор в образе женщины.
2. Грядущая буря (англ. T2: Rising Storm) — 2003 год. Терминатор уничтожен, но грядущую войну машин и человечества не остановить. Сара Коннор находится в военном госпитале, а Джон Коннор начинает руководить подготовкой к восстанию машин, в то время как новый робот начинает свою охоту.
3. Война будущего (англ. T2: The Future War) — 2004 год. В битву вступают всё более совершенные роботы, когда и машины, и люди понимают, что их противники готовы на всё, чтобы защитить своих будущих лидеров, которых защищают агенты, как и Кайл Риз, когда-то, посланные в прошлое.

Трилогия Терминатор 2: Хроники Джона Коннора (англ. Terminator 2: The New John Connor Chronicles), написанная Расселлом Блэкфордом (англ. Russell Blackford):
1. Тёмное будущее (англ. Dark Futures) — 2002 год. Действие перемещается из нашего времени в будущее и обратно. Соратники Джона поочерёдно прибывают в прошлое, чтобы помочь ему справится с новым Терминатором. Несмотря на то, что Скайнет был уничтожен, из будущего продолжают прибывать Терминаторы.
2. Зловещий час (англ. An Evil Hour) — 2003 год. Генетически изменённые люди, вернувшиеся в прошлое, чтобы помочь Джону, очень похожи на обычных людей. Описываются подробности из жизни персонажа по имени Джейд.
3. Беспокойное время (англ. Times of Trouble) — 2003 год. В заключительной части трилогии описывается битва за мир с роботами. События книги никак не соотносятся с сериалом Хроники Сары Коннор и третьим фильмом.

Также во вселенной второго фильма происходит действие романа Терминатор 2: Час волка (англ. Terminator 2: Hour of the Wolf), написанного Марком Тайдманном (англ. Mark W. Tiedemann) и изданного в 2004 году. В романе рассказывается о Терминаторе, который был отправлен в прошлое с целью уничтожить некоего человека (не Сару и Джона Конноров, а .

### Терминатор 3: Восстание машин
Аарон Оллстон (англ. Aaron Allston) написал два романа:
- Сны Терминатора (англ. T3: Terminator Dreams) — 2004 год
- Охота на Терминатора (англ. T3: Terminator Hunt) — 2005 год

### Терминатор: Да придёт спаситель
- Из праха (англ. Terminator Salvation: From the Ashes). Автор — Тимоти Зан (англ. Timothy Zahn), 2009.
- Холодная война (англ. Terminator Salvation: Cold War). Автор — Грег Кокс (англ. Greg Cox), 2009.
- Расправа огнём (англ. Terminator Salvation: Trial by Fire). Автор — Тимоти Зан (англ. Timothy Zahn), 2010.

## Документальные книги
- 1991: T-2: Judgment Day. Book of the Film (Cameron/Wisher)
- 1991: The Making of T-2: Judgment Day (Shay/Duncan)
- 2003: Terminator 3: ROTM. Prima’s Official Strategy Guide
- 2009: The Art of Terminator Salvation (Tara Bennett)
- 2009: The Official Terminator Salvation Companion Guide (Tara Bennett)